# Religion, Inc.
Religion, Inc (titulada en castellano Mi novio quiere ser millonario en España, Negocio redondo en Argentina y Por amor o por dinero en Venezuela). Protagonizada por Johnathan Penner y Sandra Bullock. Estrenada en septiembre de 1989 en Estados Unidos. 

## Argumento
Morris Godman (Johnathan Penner) es un ejecutivo que trabaja en publicidad, no le falta de nada, tiene éxito laboralmente y tiene una bella y encantadora novia llamada Debbie (Sandra Bullock). Pero por paradojas de la vida pierde su empleo y decide utilizar toda su experiencia en la rama de la publicidad para lanzar un nuevo producto al mercado, convencido de que le reportará una gran cantidad de millones. Lo curioso de la propuesta de Morris es que su nuevo producto es nada más y nada menos que una nueva religión.
Debbie tratará de convencerle de que las riquezas no lo es todo en la vida y que hay cosas muchísimo más importantes y que no debe obsesionarse con ganar mucho dinero. Ella le ama por lo que y como es, no por la cantidad de su cuenta corriente en el banco. Sin embargo, los esfuerzos de Debbie son en vano ya que Morris está completamente obsesionado con hacerse rico y lanzar el mercado la nueva religión creada por él, parece que en este momento no le importa nada más en la vida.

## Recepción crítica y comercial
La película no fue estrenada en salas comerciales.
Según la página de Internet Rotten Tomatoes no tiene calificación porcentual, debido a la falta de comentarios.

## Trivia
- También es conocida en su título inglés como A fool and his money.[1]